# 希尔施费尔德 (勃兰登堡州)
希尔施费尔德（德語：Hirschfeld）是德国勃兰登堡州的市镇，隶属于易北-埃尔斯特县。总面积为20.46平方千米，截至2023年12月31日总人口为1,183人。